# Sabler et sabrer le champagne
Pour les articles homonymes, voir Sabler.
 (juillet 2015).
Si vous disposez d'ouvrages ou d'articles de référence ou si vous connaissez des sites web de qualité traitant du thème abordé ici, merci de compléter l'article en donnant les références utiles à sa vérifiabilité et en les liant à la section « Notes et références ».

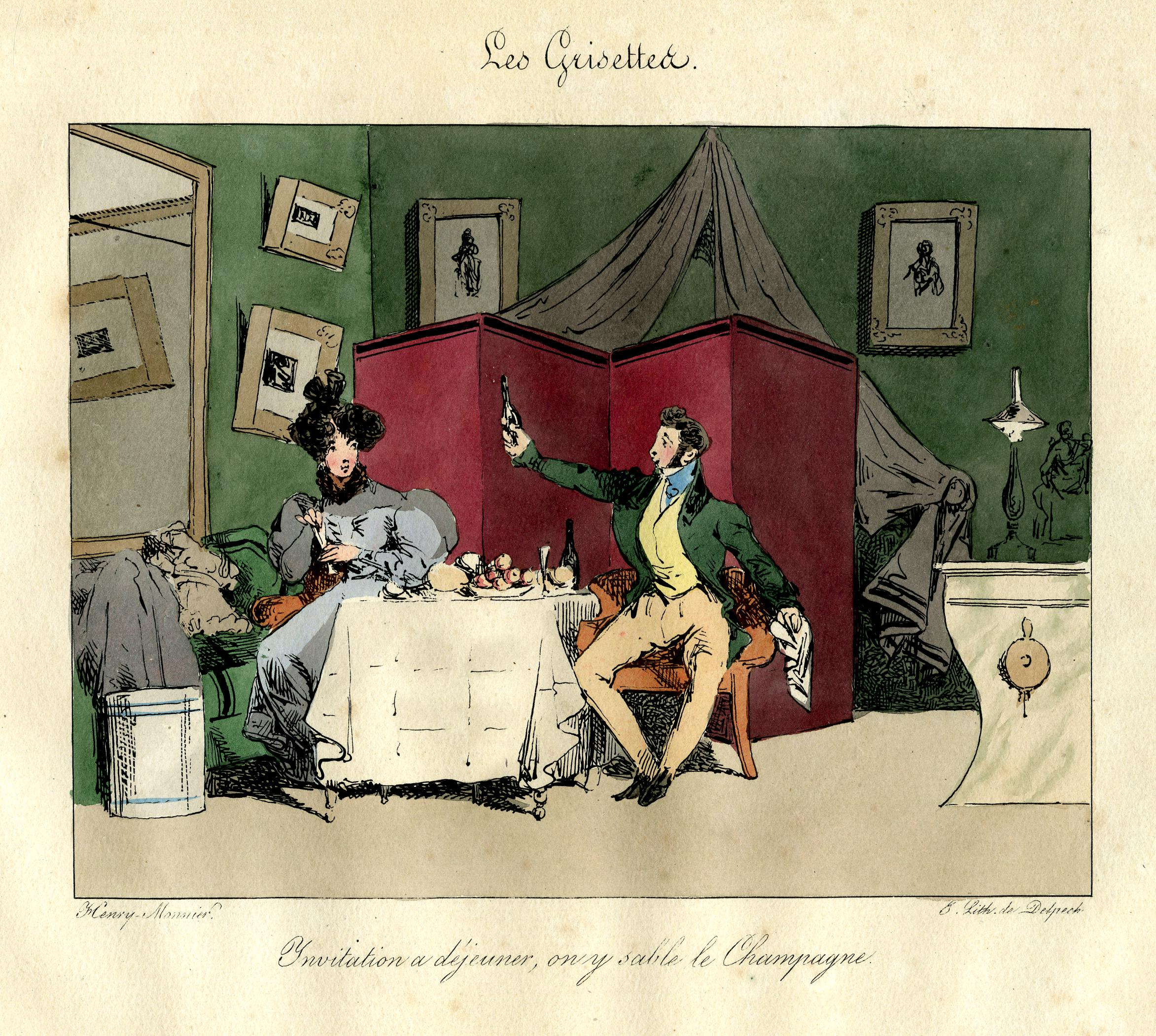
Invitation a déjeuner, on y sable le champagne (Henry Monnier)

Sabler et sabrer le champagne sont deux expressions différentes, souvent confondues.

## Deux sens

### Sabler
Sabler le champagne signifie boire du champagne (ou par extension d'autres vins mousseux) pour célébrer un événement. L'expression s'appliquait à tous les vins, avec le sens de vider son verre rapidement dans son gosier, par analogie avec de la matière en fusion que l'on verse dans un moule en sable. Tous les dictionnaires du XVIIIe siècle, y compris l'Encyclopédie ont confirmé cette définition qui se trouve dans le Dictionnaire de la langue française ancienne et moderne de Pierre Richelet de 1728, revu par Pierre Aubert.
Il existait aux XVIIe et XVIIIe siècles une acception différente, où sabler signifiait « mettre au frais », qui apparaît notamment dans le Dictionnaire de l'Académie française de 1694.

Le sens qui prévaut est celui faisant référence à sa consommation, non à sa conservation. Ainsi, Constant, le valet de l’empereur Napoléon Ier écrit dans ses mémoires : 

« … il prit fantaisie au général Dorsenne de donner un grand souper ; les vins du Rhin et de Hongrie furent sablés, le punch vint ensuite… »

C'est aussi dans ce sens que l'employaient Diderot et Voltaire ; le premier, dans Jacques le fataliste, lorsque son héros, « en chemise et pieds nus, avait sablé deux ou trois rasades sans ponctuation, comme il s'exprimait, c'est-à-dire de la bouteille au verre, du verre à la bouche » ; le second, dans son Épître à Madame Denis, la vie de Paris et de Versailles, où on peut lire : 

« Ce vieux Crésus, en sablant du champagne

Gémit des maux que souffre la campagne,

Et cousu d'or, dans le luxe plongé

Plaint le pays de tailles surchargé. »

De son côté Marmontel, dans Le Philosophe soi-disant, se demandait dans un de ses Contes moraux « combien une femme de cinquante ans pouvait vivre encore en sablant tous les soirs sa bouteille de champagne », tandis que Mirabeau écrivait dans Le Libertin de qualité : 

« Je n'aime pas ce Gluck ; il n'y a pas le mot pour rire dans sa musique, pas un petit air qui aide à sabler gaiement son vin de Champagne. »

Contrairement à ce qu'il est dit parfois, l'expression ne désigne pas l'habitude prise autrefois par les aristocrates russes d'adoucir le champagne – qu'ils auraient trouvé trop sec – en déposant dans leur verre du sucre en poudre qui se dissolvait dans le vin tout en faisant plus de mousse.

### Sabrer

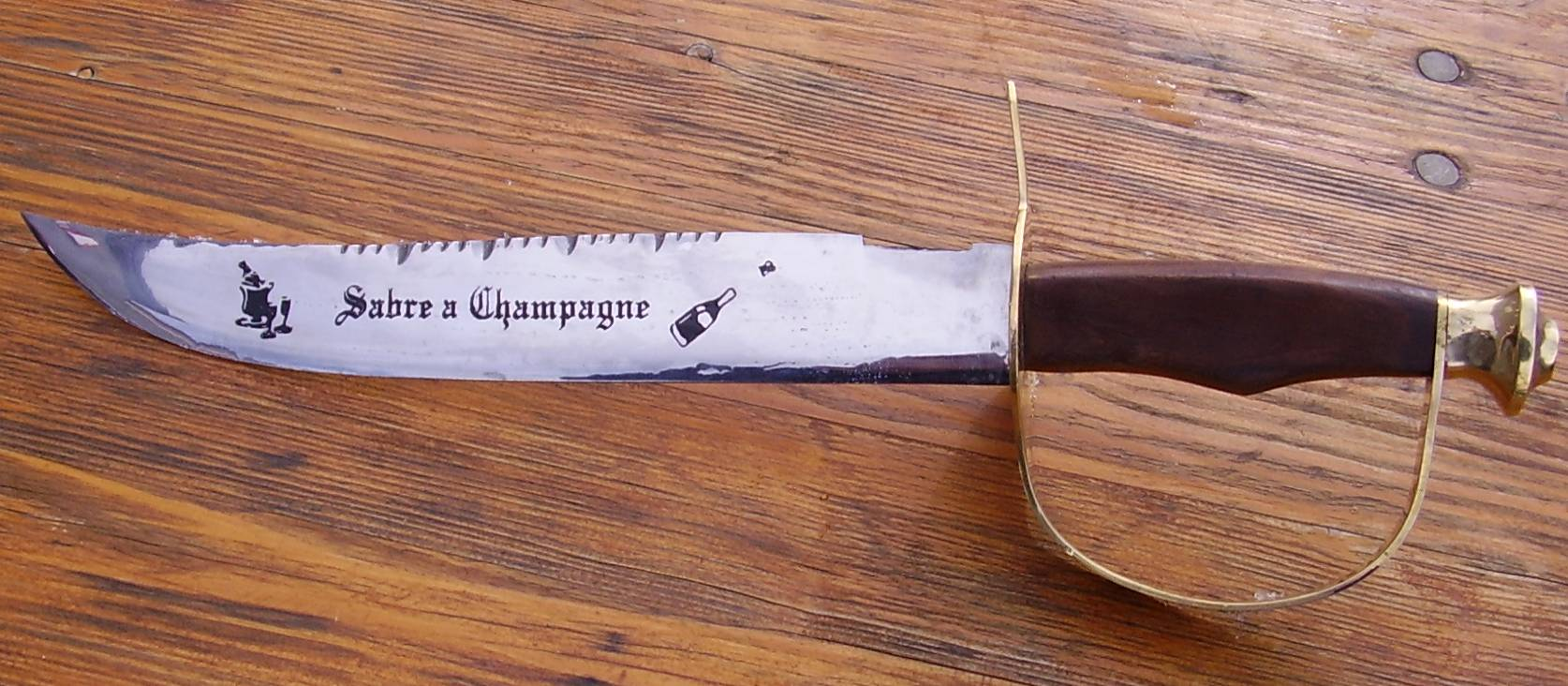
Sabre à champagne.

Sabrer le champagne consiste à faire sauter le goulot de la bouteille d'un coup sec avec le bord non tranchant d'un sabre ou de tout objet similaire ; le goulot ainsi cassé est projeté sous l'effet de la pression qui règne dans la bouteille.
L'origine de cette tradition remonte aux Cosaques qui occupèrent la Champagne à la chute de Napoléon Ier. C'est en effet le 22 mars 1814, après la victoire de l'armée russe sur les Français, que le prince Serge Alexandrovitch Wolkonsky fut nommé commandant militaire de Reims et qu'il gouverna la ville.
Dès lors, selon les témoignages de l'époque, les troupes cosaques prirent l'habitude d'opérer de fréquentes descentes dans les caves et de vider une quantité inimaginable de bouteilles, qu'ils ouvraient d'un coup de sabre pour aller plus vite.
Par la suite, les hussards français et prussiens perpétuèrent la coutume.

## Sources
- Claude Duneton, « Sablez le champagne sans le sabrer ! », Le Figaro,‎ 30 décembre 2016 (lire en ligne).
- « Sabler ou sabrer le champagne ? » [html], sur Académie française (consulté le 25 juillet 2015)
- « Sabler/sabrer le champagne », sur Les expressions françaises décortiquées (consulté le 3 décembre 2017).

- Cet article est partiellement ou en totalité issu de l'article intitulé « Sabler » (voir la liste des auteurs).